# Brimful of Asha
"Brimful of Asha" är Cornershops tolfte singel och släpptes 1997. Singeln, som återfinns på gruppens studioalbum When I Was Born for the 7th Time, nådde plats 60 på den brittiska singellistan. Året därpå remixades låten av Norman Cook och denna version nådde första plats på brittiska singellistan och sextonde plats på Billboard Modern Rock Tracks.
Låten är en hyllning till den indiska sångerskan Asha Bhosle.

## Utgåvor och låtförteckning

### Vinylsingel
1. Brimful of Asha (Short Version)
2. Easy Winners (Part 1)

### Maxisingel
1. Brimful of Asha (Norman Cook Full Length Remix) – 7:34
2. Brimful of Asha (Mucho Macho Bolan Boogie Mix) – 6:46
3. Brimful of Asha (Sofa Surfers Solid State Radio Mix) – 5:16
4. Easy Winners Part 1 (Brighton) – 4:41
5. Easy Winners Part 2 (Brighton) – 5:55
6. U47 – 1:45